# 박문흥
박문흥(朴文興, 1959년 ~ )은 대한민국의 아마추어 바둑 기사이다.

## 약력
- 1990년 : 제6회 직장연맹바둑대회 단체전 결승전 우승에 기여함(대우중공업 대표)
- 1997년 - 2회 삼성화재배 아마 바둑오픈 우승 (대 김동섭 아마 7단), 아마유단자 우승